# The Original of Laura
The Original of Laura é o romance incompleto por Vladimir Nabokov, qual ele estava escrevendo no tempo de sua morte em 1977. Isso foi finalmente publicado, após 30 anos de privado debate, em 17 de novembro de 2009. Nabokov tinha requisitado que a obra seja destruída com sua morte, mas sua família hesitou para levar adiante seu desejo para destruir uma incompleta mas talvez importante obra literária. Sob os próximos anos seus conteúdos foram vistos apenas pelo filho, esposa, e uns poucos estudiosos de Nabokov.
Em abril de 2008, filho de Nabokov, Dmitri Nabokov anunciou planos para publicar a obra, em qual o programa de notícias de tarde da noite da BBC2 Newsnight depois disse que foi "provavelmente para ser o evento literário de 2009". Com a publicação, entretanto, a crítica foi fortemente negativa, com comentadores questionando a qualidade da escrita e admoestando o executor de Nabokov por publicar a obra neste estado.

## Enredo
Baseado em discussões com estudiosos não identificados, The Times sumariza o enredo como segue:
Philip Wild, um enormemente corpulento estudioso, é casado com uma magra, volúvel e selvagemente mulher promíscua chamada Flora. Flora inicialmente apelou para Wild por causa de outra mulher que ele tem estado apaixonado, Aurora Lee. Morte e o que jaz além disso, um tema qual fascinava Nabokov de uma idade muito jovem, são centrais. O livro abre em uma festa e lá segue quatro continuas cenas, após quais o romance torna-se mais fragmentado. Isso não é claro o quanto velho Wild é, mas ele é preocupado com sua própria morte e põe sobre obliterar ele mesmo dos dedos do pé para cima através da meditação, um tipo de deliberado auto-apagamento auto-infligido.

## Plano de fundo
De acordo para seus diários, Nabokov primeiro notou sua obra no projeto em 1 de dezembro de 1974, sob o título Dying Is Fun. Pelo verão de 1976, ele notou que a história foi completada em sua mente, mas então por sua morte foi falhando rapidamente.
Quando Nabokov morreu em 2 de julho de 1977, ele estava ainda trabalhando no romance, desde renomear The Opposite of Laura e finalmente The Original of Laura. O incompleto manuscrito consiste da própria escrita de mão de Nabokov ao longo de 138 cartões de índice, o equivalente de sobre 30 páginas de manuscrito. O uso de cartões de índice era normal para Nabokov, a base de muitas de suas obras, tais como Lolita e Fogo Pálido.

## Dilema do executor
Nabokov era um perfeccionista e fez isso claro que, com sua morte, qualquer obra inacabada fosse para ser destruída. Esposa de Nabokov, Véra, e seu filho, Dmitri, se tornaram seus executores literários, mas ultimamente ignoraram sua vontade, e não destruíram o manuscrito. Dmitri notou que Vera Nabokov "falhou para levar adiante sua tarefa, sua procrastinação devido, 'para idade, fraqueza e imensurável amor'". Eles colocaram isso em uma caixa-forte suíça, onde isso permaneceu até sua eventual publicação. Em 1991 Vera morreu, deixando Dmitri Nabokov como o único executor literário. Dmitri oscilou quanto para destruir o manuscrito. Sobre uma mão, ele sentia ligado para defender seu "dever filial" e garantir o pedido de seu pai, mas ele também disse que o romance "teria sido um brilhante, original, e potencialmente totalmente radical livro, no sentido literário muito diferente do resto de sua obra". Dmitri notou que "seu pai, ...ou sua 'sombra do pai', não teria oposto ao lançamento de 'Laura' uma vez que 'Laura' tem sobrevivido o zumbido de tempo ao longo".
Estudiosos e entusiastas descordaram sobre se o manuscrito deveria ser feito público; como o (London) Times colocou a questão: "as demandas do mundo literário versus os direitos póstumos de um autor sob sua arte". O mais jovem Nabokov remarcou cripticamente que uma outra pessoa possuia uma chave para o manuscrito, mas não disse quem aquela pessoa era. Como Nabokov, muitos observadores estavam na cerca sobre a disposição do manuscrito. O autor Edmund White comparou o pedido do autor para o pedido de Virgílio para destruir Eneida (ignorado por Augusto César) ou pedido de Franz Kafka para destruir seus papéis (ignorado por Max Brod). Nabokov opinou sobre a decisão de Nikolai Gogol para queimar as sequelas para Almas Mortas.
O jornalista Ron Rosenbaum, que correspondeu com Dmitri Nabokov, disse que o filho tem sido inclinado em direção a destruir o manuscrito, balançado pelo criticismo de seu pai, tal como alegações de plágio que levantaram da descoberta de um conto alemão de 1916, "Lolita" com algumas similaridades para obra de Nabokov, ou críticos que têm interpretado a obra de Nabokov como sugerindo que Nabokov foi sexualmente abusado.
Em abril de 2008 Dmitri Nabokov contou para muitas publicações, incluindo Nabokov Online Journal e Der Spiegel, que ele intencionava para publicar o manuscrito após tudo. Na entrevista para Nabokov Online Journal com Suellen Stringer-Hye, Nabokov afirmou que ele nunca tinha seriamente considerado queimar o manuscrito. Uma vez que Dmitri decidiu para publicar o manuscrito, "vários curtos excertos foram publicados em avanço - no Sunday Times Magazine e também Playboy, para qual Nabokov era um contribuidor".
Newsnight da BBC predisse que a publicação do romance era "provavelmente para ser o evento literário de 2009".

## Publicação dos excertos
No final dos anos 1990 Dmitri Nabokov leu uma porção do livro para um grupo de cerca 20 estudiosos em uma celebração de centenário de seu pai na Universidade Cornell. Os estudiosos Brian Boyd e Lara Delage-Toriel afirmam para terem lido o manuscrito. Em 1999 duas passagens de The Original of Laura foram publicadas em The Nabokovian, uma publicação estudiosa devotada para Nabokov. Zoran Kuzmanovich, um estudioso de Nabokov, disse das passagens que ouviu na Universidade Cornell, "Isso soa como através da história ser sobre envelhecer mas segurando o amor original da vida de um".
O semanal alemão Die Zeit em sua publicação de 14 de agosto de 2008 reproduziu alguns dos carões de índice de Nabokov quais tinham sido obtidos pelo jornalista Malte Herwig. No acompanhante artigo, Herwig concluiu que "Laura", embora fragmentária, era "antigo Nabokov".
De acordo para um relato do livro de 2006 por Lara Delage-Toriel, o narrador e protagonista do livro de Nabokov recebe um romance intitulado My Laura de um pintor. O narrador percebe que o romance é em fato sobre sua própria esposa Flora, quem o pintor tinha uma vez perseguido. No romance dentro do romance, Laura é "destruída" pelo narrador (o "I" do livro). Delage-Toriel também nota que os nomes de Laura e Flora, possivelmente referem para retratos bem-conhecidos de mulheres da Alta Renascença por Ticiano e Giorgione, ambos evocando o sonetista italiano da obsessão não consumada de Petrarca com uma mulher nomeada Laura.
De acordo para Delage-Toriel, o significado de "the Original" é incerto:

Será que isso refere para a amante do "I", a Laura de My Laura, ou para a provável amante amante do autor deste romance, a Flora de The Original of Laura? As justaposições brincalhonas do manuscrito obviamente incitam o leitor para fundir ambos 'originais' em um único original, um gesto qual Nabokov graficamente performa no 'capítulo' 5, por maquinar um divertido hibrido, 'Flaura'. Em observação próxima do manuscrito, um nota que o nome contêm em fato duas letras capitais, 'F' e 'L', como embora Nabokov tinha sido relutante para dar precedência para qualquer nome e tinha em vez optado por algum monstro tipográfico, um tipo de cifra bicéfala.
The Original of Laura foi o assunto de uma brincadeira literária de 1998 qual capitalizou em seu prestígio como uma misteriosa "obra perdida" de um renomado autor. Jeff Edmunds, um empregado na Universidade Estadual da Pensilvânia e editor do website Nabokov Zembla, postou um ensaio em seu site intitulado "The Original of Laura: A First Look at Nabokov's Last Novel". O ensaio, supostamente escrito por um estudioso suíço nomeado Michel Desommelier, incluiu preparadas passagens de Laura que enganou estudiosos e mesmo Dmitri Nabokov. Edmunds então trabalhou com tradutor russo de Nabokov, Sergei Il'in, para publicar as falsas passagens em jornais literários russos.

## Conteúdo

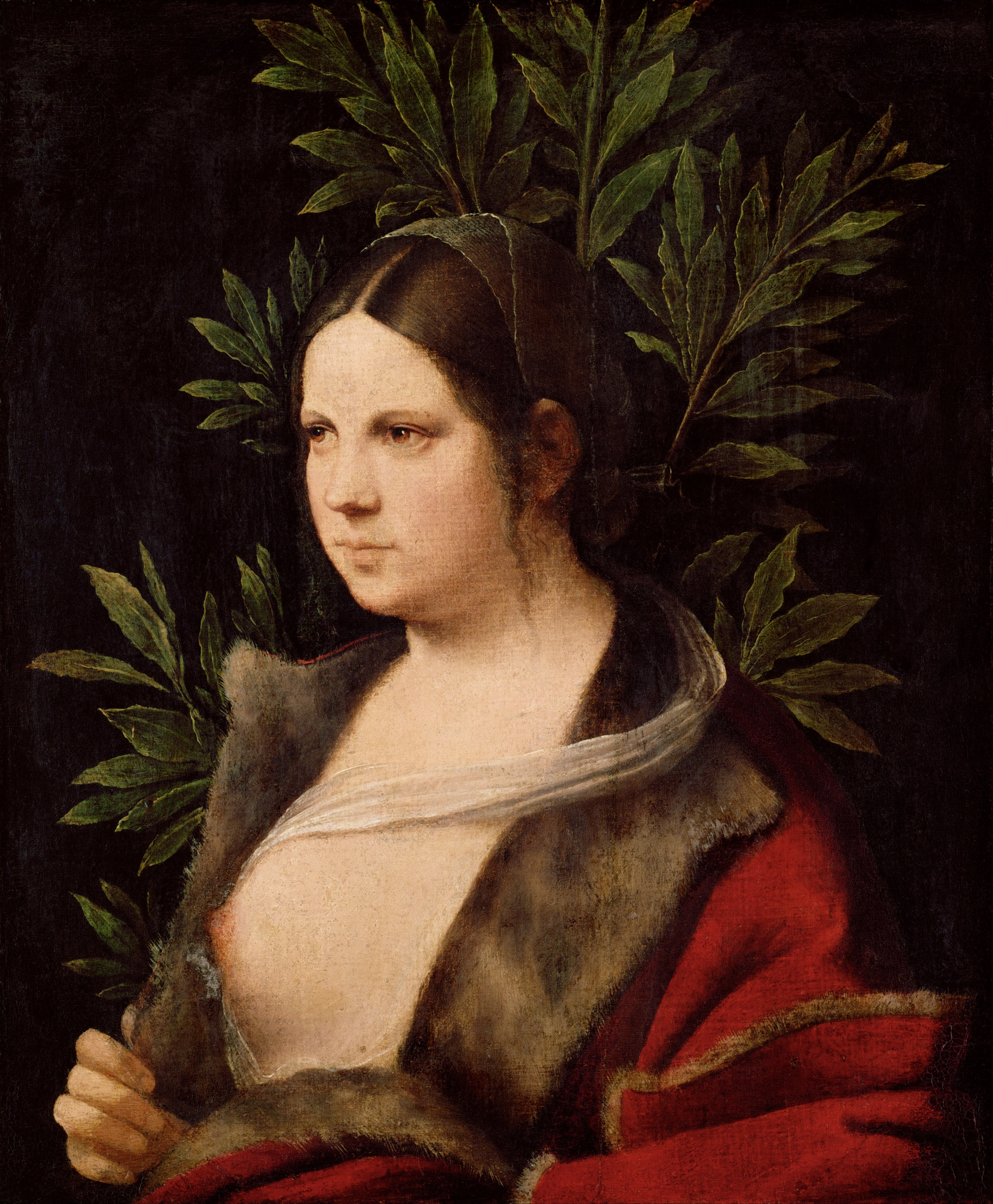
Laura, pintado em 1506, Giorgione

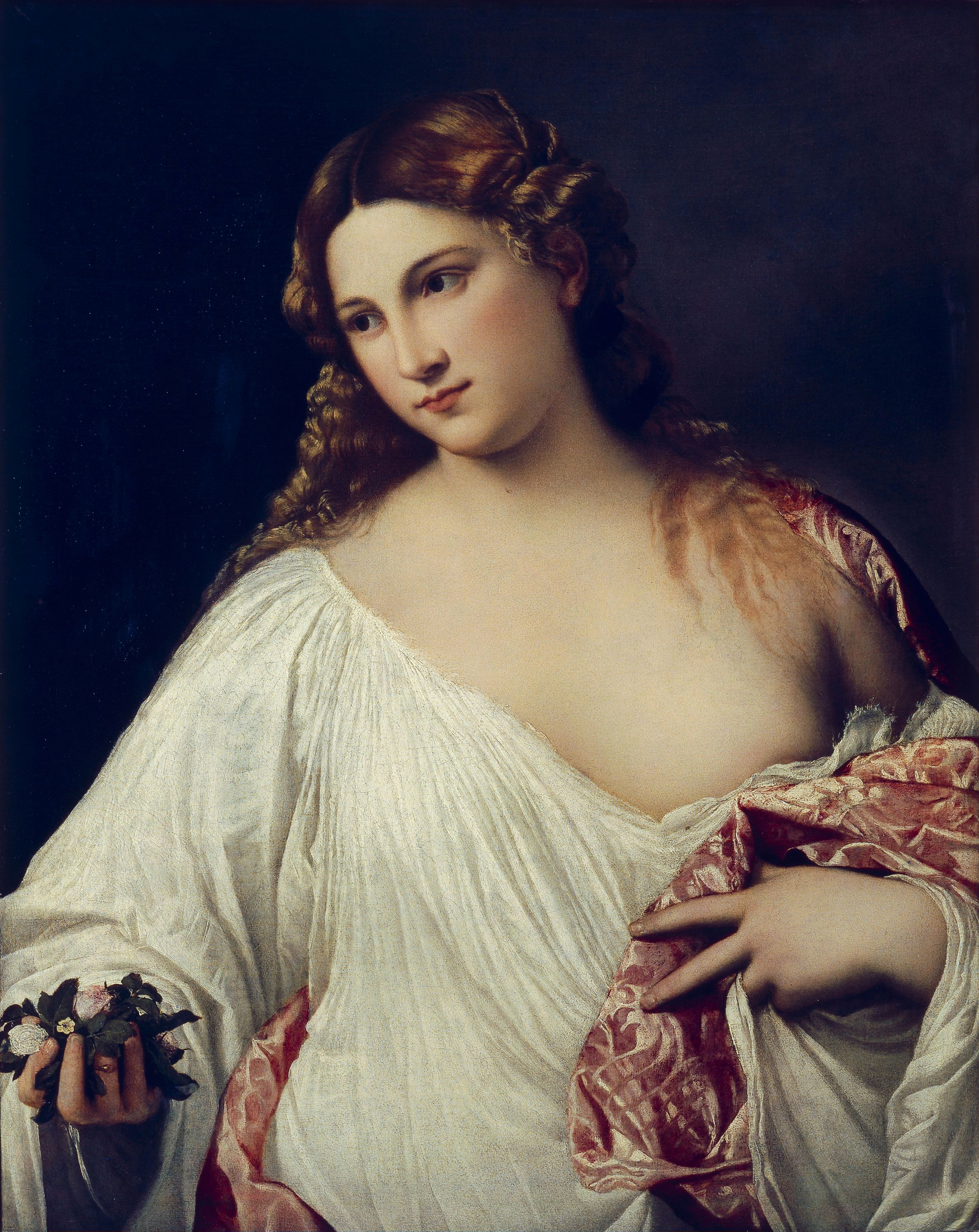
Flora, pintado em 1515 por Ticiano

John Banville chamou o publicado volume, designado por Chip Kidd, "um triunfo da arte do fabricante do livro". As páginas são cinzas e pesadas. Cada uma comprimem uma reprodução de um cartão de índice acima e uma versão impressa do cartão abaixo. As fotografias dos cartões são perfuradas então o leitor pode tomar elas e reorganizar elas. Banville considerou as perfurações "duvidosas", e uma revisão no The Washington Times chamou isso "pouco mais que chamariz" que "certamente teria revoltado o autor", mas uma revisão no The Cornell Daily Sun chamou o formato "engenhoso".
O livro também inclui uma introdução por Dmitri Nabokov sobre a escrita do livro e sua decisão para publicar isso.

## Significância literária e recepção
Uma revisão da tradução alemã no Frankfurter Allgemeine Zeitung comparou o fragmento para um "labiríntico, coberto jardim sem um gazebo em seu centro" e "enigma com muitas peças faltantes". Revisão de Alexander Theroux do livro no The Wall Street Journal criticou a publicação como um exemplar de um escritor que tem perdido seus poderes literários exceto por umas poucas dicas e "espirituosos momentos Nabokovianos", comparando o Nabokov de Laura para Lou Gehrig em 1939. Martin Amis ecou esse sentimento de alguma forma mais diretamente em sua revisão em The Guardian, "Quando um escritor começa para sair dos trilhos, você espera marcas de derrapagem e vidros quebrados; com Nabokov naturalmente, a erupção está na escala de um acidente nuclear". Theroux concluiu, "O último cartão de The Original of Laura é uma pujante lista de sinônimos para 'apagar'—expurgar, eliminar, deletar, esfregar, exterminar, obliterar ... isso é uma pena que suas instruções foram ignoradas e o romance sobreviveu em tal forma. Professores de inglês podem atribuir The Original of Laura para seus estudantes algum dia, mas isso é realmente melhor adequado para uma aula de ética universitária". Ele não foi o único revisor para sugerir que os fragmentos não deveriam ter sido publicados ou não deveriam ser lidos.
Entretanto, um revisor na New York Magazine estava contente para ter o livro; ele gostou de ler isso e gostou da oportunidade para ver a "áspera" obra de Nabokov. Um revisor no The Christian Science Monitor disse que o livro foi "preenchido com astuto humor e memoráveis imagens" e considerou a publicação disso "um generoso presente para leitores". Escrevendo para Literary Review, David Lodge pergunta, "Isso é, como a sinopse afirma, o 'final grande livro' de Nabokov? Não. Será que isso contêm brilhantes, divertidas, atoniantes sentenças que apenas Nabokov poderia ter escrito? Sim. Deveria isso ter sido preservado e publicado? Definitivamente".
Poucos revisores comentaram sobre a introdução, mas ao menos dois criticaram isso duramente.